# Marcelino Camacho

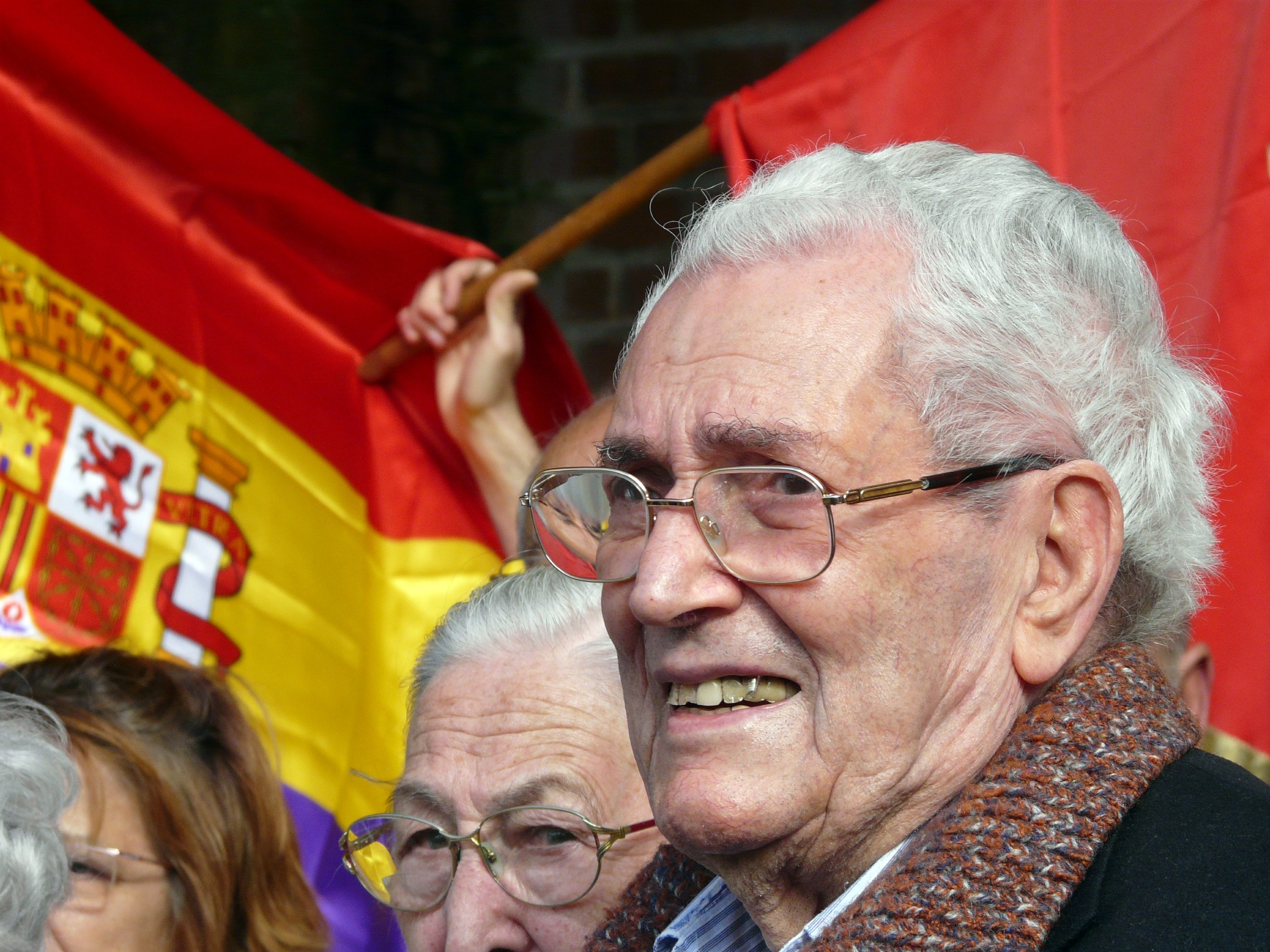
Marelino Camacho

Marcelino Camacho (ur. 21 stycznia 1918, zm. 29 października 2010 w Madrycie) – hiszpański związkowiec, długoletni przywódca liczącej blisko 1 milion 200 tysięcy członków federacji związkowej Komisje Robotnicze.

## Działalność
W 1935 dołączył do Hiszpańskiej Partii Komunistycznej. Brał udział w wojnie domowej w latach 1936-39, walcząc przeciwko faszystowskim siłom generała Franco. W 1939 został pojmany i wysłany do batalionu karnego w Maroku. W 1944 roku Camacho, wraz z innymi więźniami uciekł do Oran w Algierii. Wstąpił do lokalnej sekcji Juventudes Socialistas Unificadas (hiszpańska młodzieżówka powiązana z PSOE), gdzie poznał swoją żonę Josefine Samper. W tym okresie wstąpił do związku zawodowego Powszechnej Konfederacji Pracy. Był aktywnym działaczem wśród uciekinierów z Hiszpanii będącej pod panowaniem junty.
W 1957 roku razem z rodziną wrócił do Hiszpanii i rozpoczął pracę w fabryce w Madrycie. Od 1966 do 1972 roku był więziony w Carabanchel za działalność opozycyjną. Krótko po wydaniu został ponownie aresztowany wraz z dziewięcioma innymi przywódcami związkowymi i lewicowymi. W tym okresie Marcelino Camacho przeprowadził kilka protestów w więzieniu, w tym strajków głodowych. Po upadku reżimu Camacho został zwolniony z więzienia. W latach 1977–1981 poseł. W 1985 roku uczestniczył przy tworzeniu koalicji Zjednoczona Lewica.